# Víllora
Víllora je španělská obec v provincii Cuenca v autonomním společenství Kastilie – La Mancha. Žije zde 127 obyvatel.

## Poloha obce

### Sousední obce
| Růžice kompasu | Cardenete  | Villar del Humo | Henarejos | Růžice kompasu |
| Růžice kompasu | Yémeda     | Sever           | Narboneta | Růžice kompasu |
| Růžice kompasu | Yémeda     | Víllora         | Narboneta | Růžice kompasu |
| Růžice kompasu | Yémeda     | Jih             | Narboneta | Růžice kompasu |
| Růžice kompasu | Enguídanos |                 |           | Růžice kompasu |